# Aciotis circaeifolia
Aciotis circaeifolia là một loài thực vật có hoa trong họ Mua. Loài này được (Bonpl.) Triana mô tả khoa học đầu tiên năm 1871.